# Komatiite

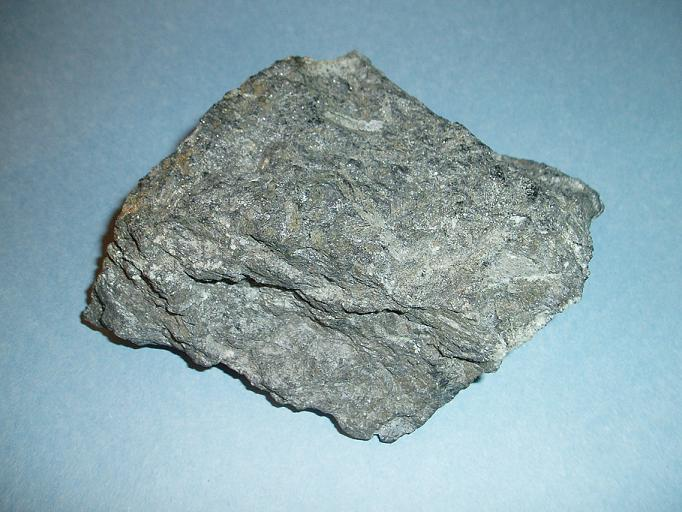
Échantillon de komatiite.

La komatiite est une roche volcanique ultramafique à olivine et pyroxène, riche en magnésium, très fréquente à l'Hadéen et l'Archéen. Elle tient son nom de la rivière Komati, en Afrique du Sud, où elle est particulièrement visible.

## Mise en place, minéralogie et géochimie

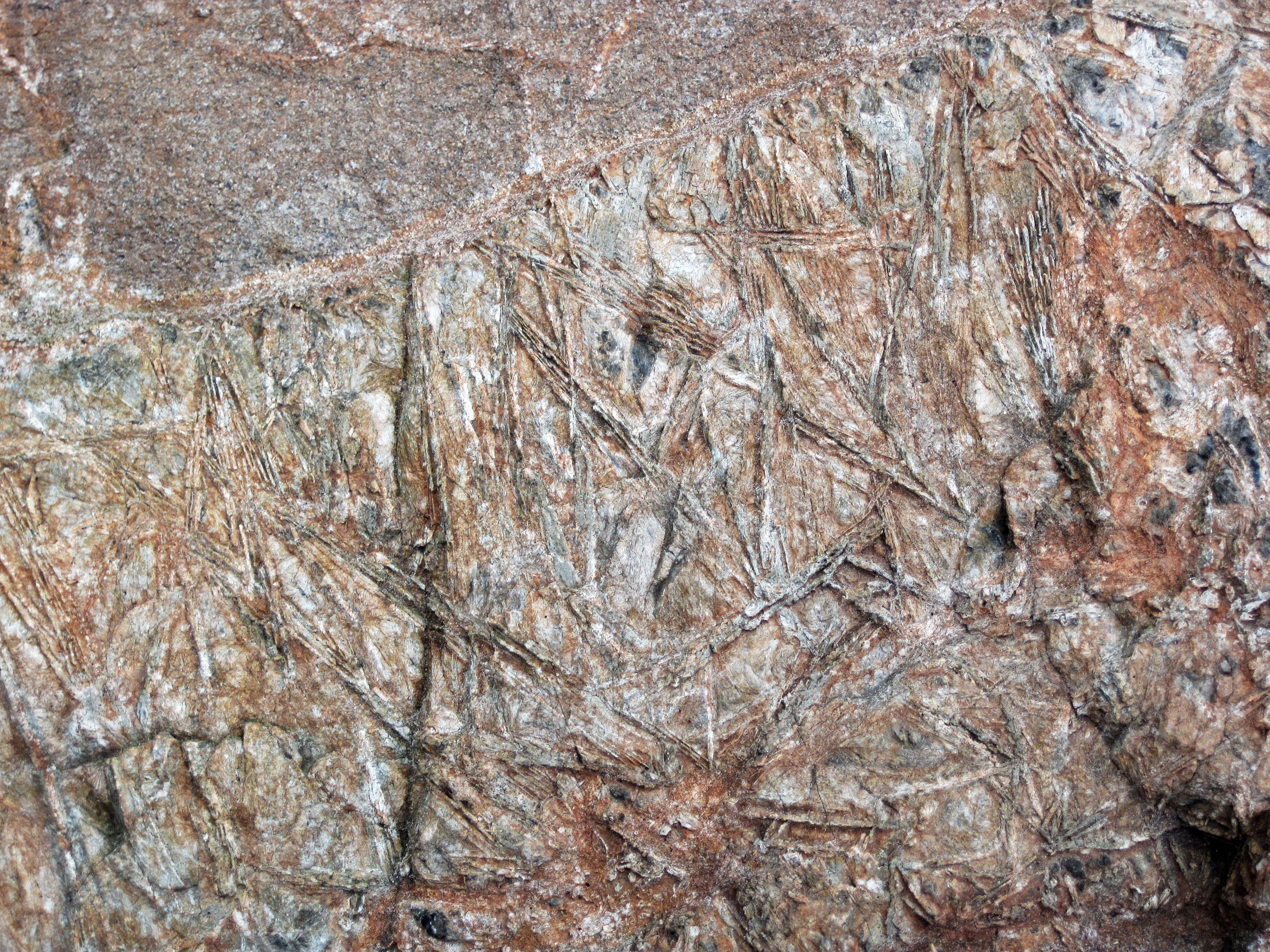
Komatiite avec un facies Spinifex bien marqué dans un cumulat magmatique daté à -2.7 Ga. (Upper Komatiitic Unit ; Pyke Hill proche de Potter Mine, Ontario, Canada).

Leur formation implique un taux de fusion partielle pouvant atteindre 50 % avec des températures de fusion de l'ordre de 1 600–1 650 °C (contrairement aux 1 250–1 350 °C des basaltes actuels). Elle est caractérisée par une grande richesse en magnésium MgO (18 à 35 % soit trois à quatre fois plus qu'un basalte classique, qui en contient moins de 10 %), qui est un élément compatible (c'est-à-dire qui se concentre préférentiellement dans une phase solide à la suite d'une fusion partielle) donc signe également un taux de fusion important. Les komatiites contiennent des olivines spinifex (minéraux en forme de baguettes), témoins d'une cristallisation extrêmement rapide.

## Affleurements et répartitions dans le temps
Sur Terre, les komatiites sont très rares et essentiellement limités aux roches d'âge archéen. La plupart sont vieilles de plus de deux milliards d'années et on ne connaît en raison de leur âge que des komatiites métamorphisées (en toute rigueur des métakomatiites). Le témoin le plus jeune de komatiite est d'âge phanérozoïque et se trouve sur le plateau océanique des Caraïbes sur l'île Gorgona en Colombie.
Sur Mars, le rover Spirit en a découvert de probables dans le cratère Gusev.

## Les komatiites à l'origine de la sagduction
La sagduction définit un phénomène géologique à l'Archéen et l'Hadéen, lié à une instabilité de roches de différentes densités. Cette différence abouti à une enfoncement de l'unité plus dense à état solide (komatiites) dans une unité moins dense, fonctionnement inverse du phénomène de diapirisme.
Ce phénomène explique la tectonique verticale au milieu de plaque tectonique à l'Archéen et l'Hadéen ou il n'existe pas d'épaississant crustal comme on peut l'observer aujourd'hui conduisant à une tectonique verticale.
Les masses basaltiques ayant une densité trop faible pour initier une sagduction, seules les komatiites, avec une densité de 3,3 permettent d'initier le phénomène.
Le phénomène de sagduction a disparu avec :
- l'évolution de la chimie du manteau conduisant à la disparition de mise en place de komatiites vers -2,5 Ga,
- et l'épaississement des plaques lithosphériques qui a augmenté durant l’Archéen[1].

## Magmatisme associé aux komatiites
La roche magmatique équivalente à une komatiite est une peridotite, qui peut donner par évolutions des gabbros.
L'enfoncement de komatiites par sagduction dans la croute peut conduire à sa fusion et sa contamination par un magma de TTG. Ce magmatisme très spécifique produit des granitoïdes calco-alcalins très riche en magnésium, présentant souvent des phénocristaux de feldspath potassique appelé sanukitoïdes. Ces granites constituent 5 à 10 % des roches de l'Archéen.

## Galerie d'images

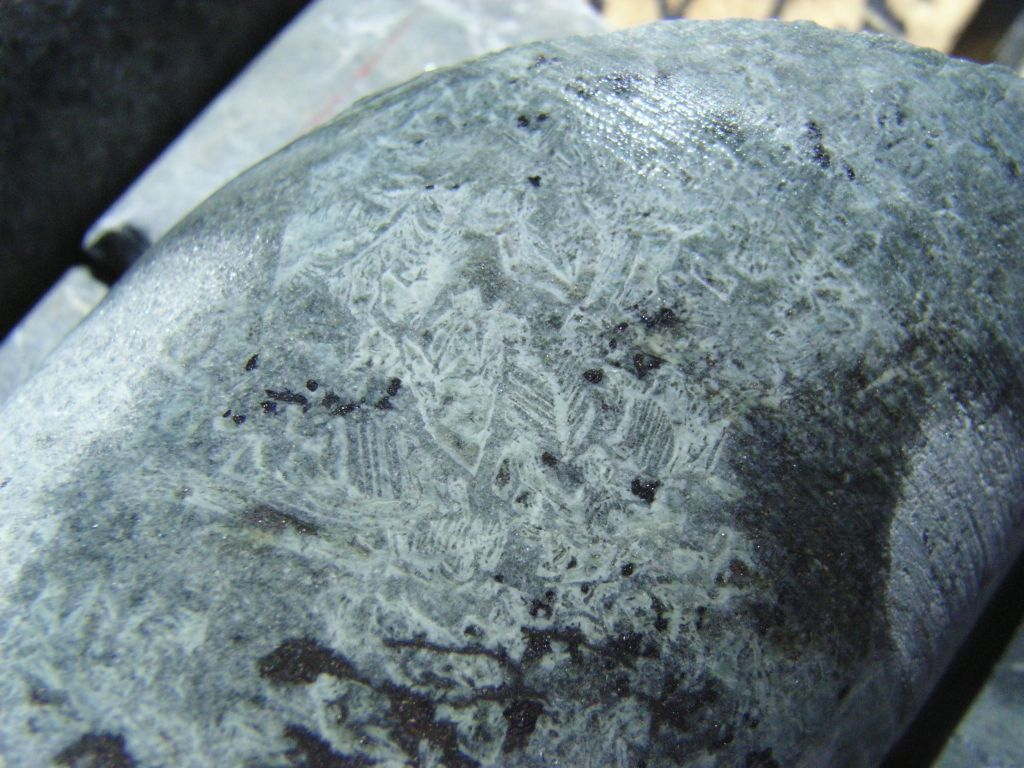
Carotte de komatiite serpentinisée prélevée dans le dôme de Widgiemooltha (Australie Occidentale).
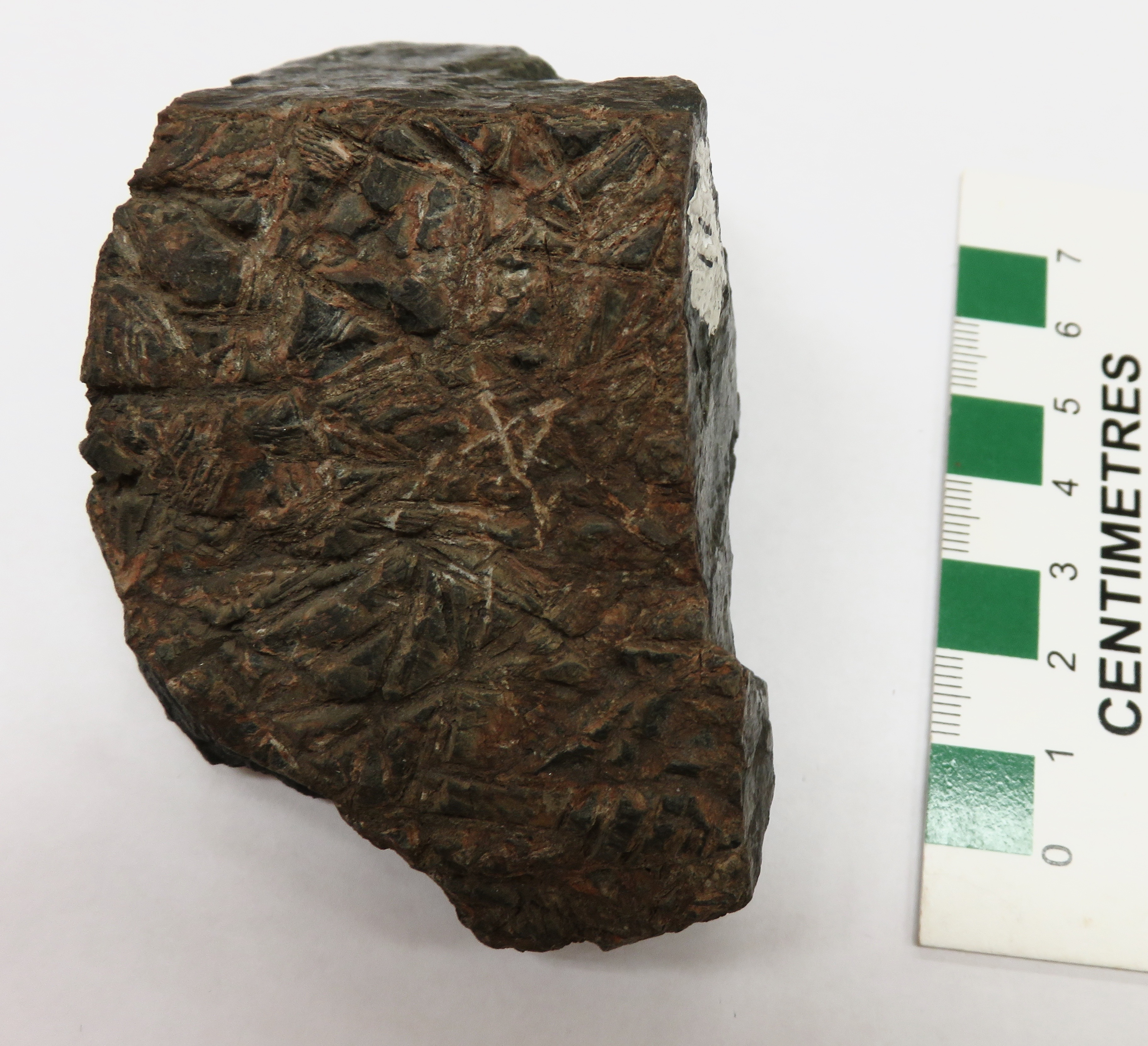
Komatiite (Canada).
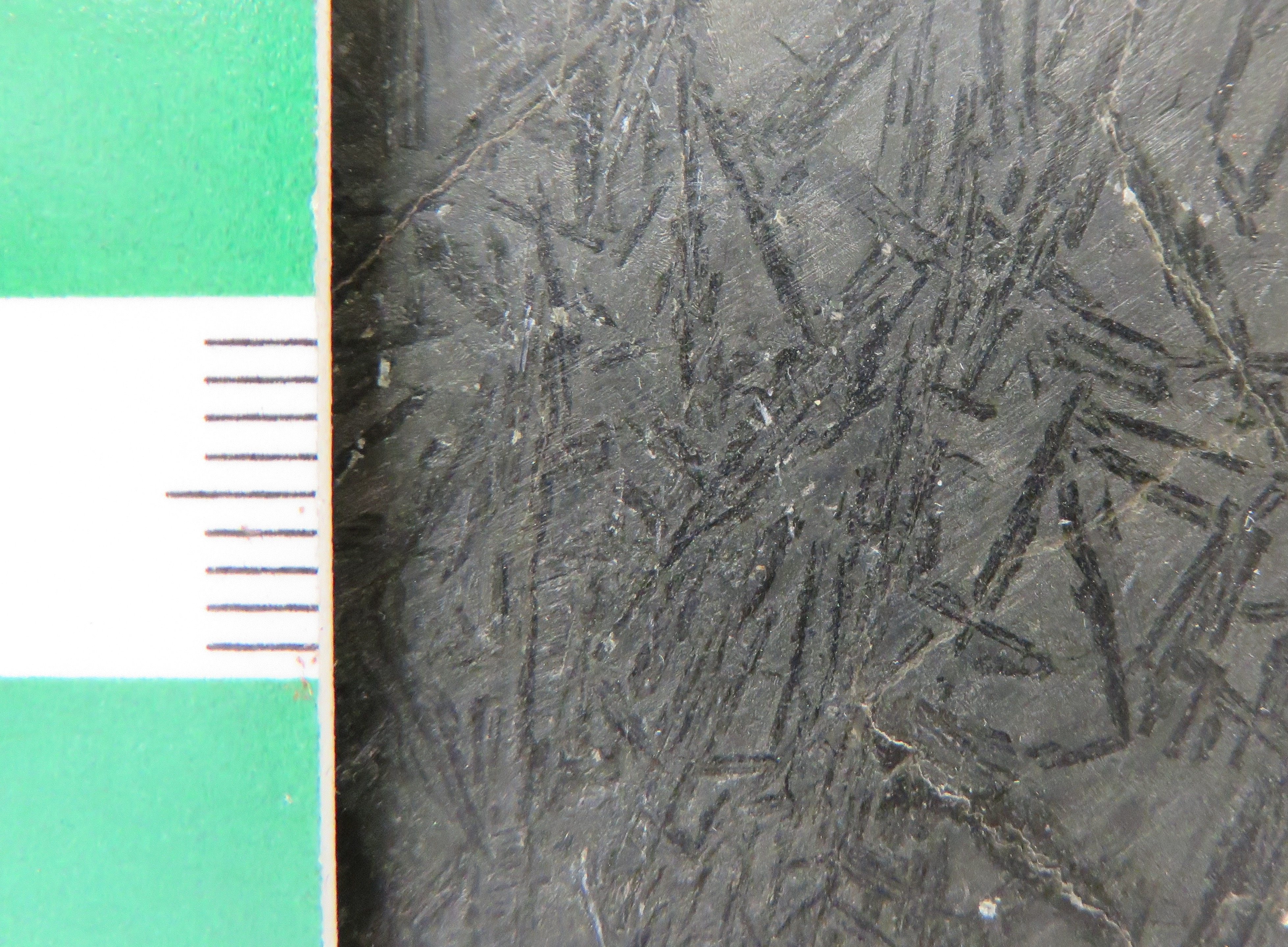
Faciès spinifex. dans une komatiite canadienne.
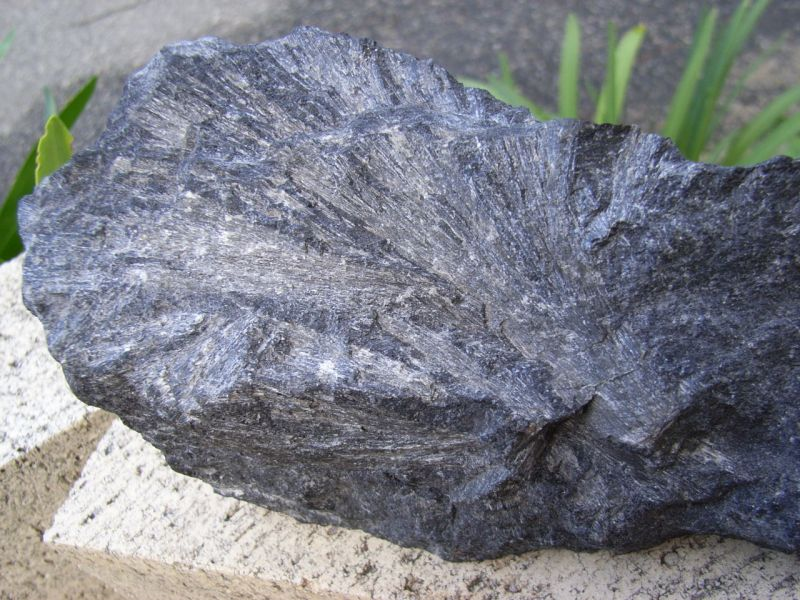
Anthophyllite dans une Komatiite.
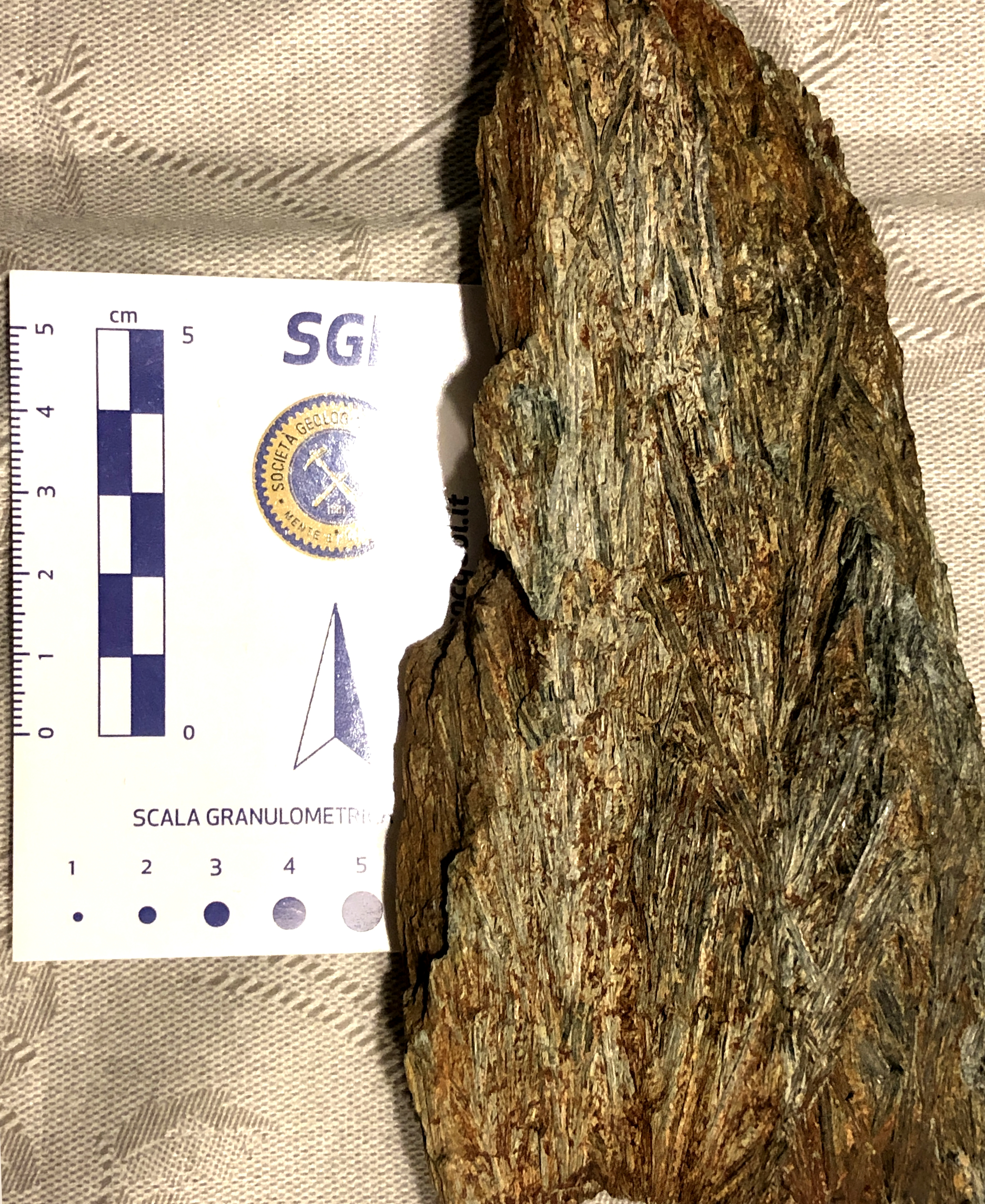
Komatiite de la localité type de Komati River (Afrique du Sud)
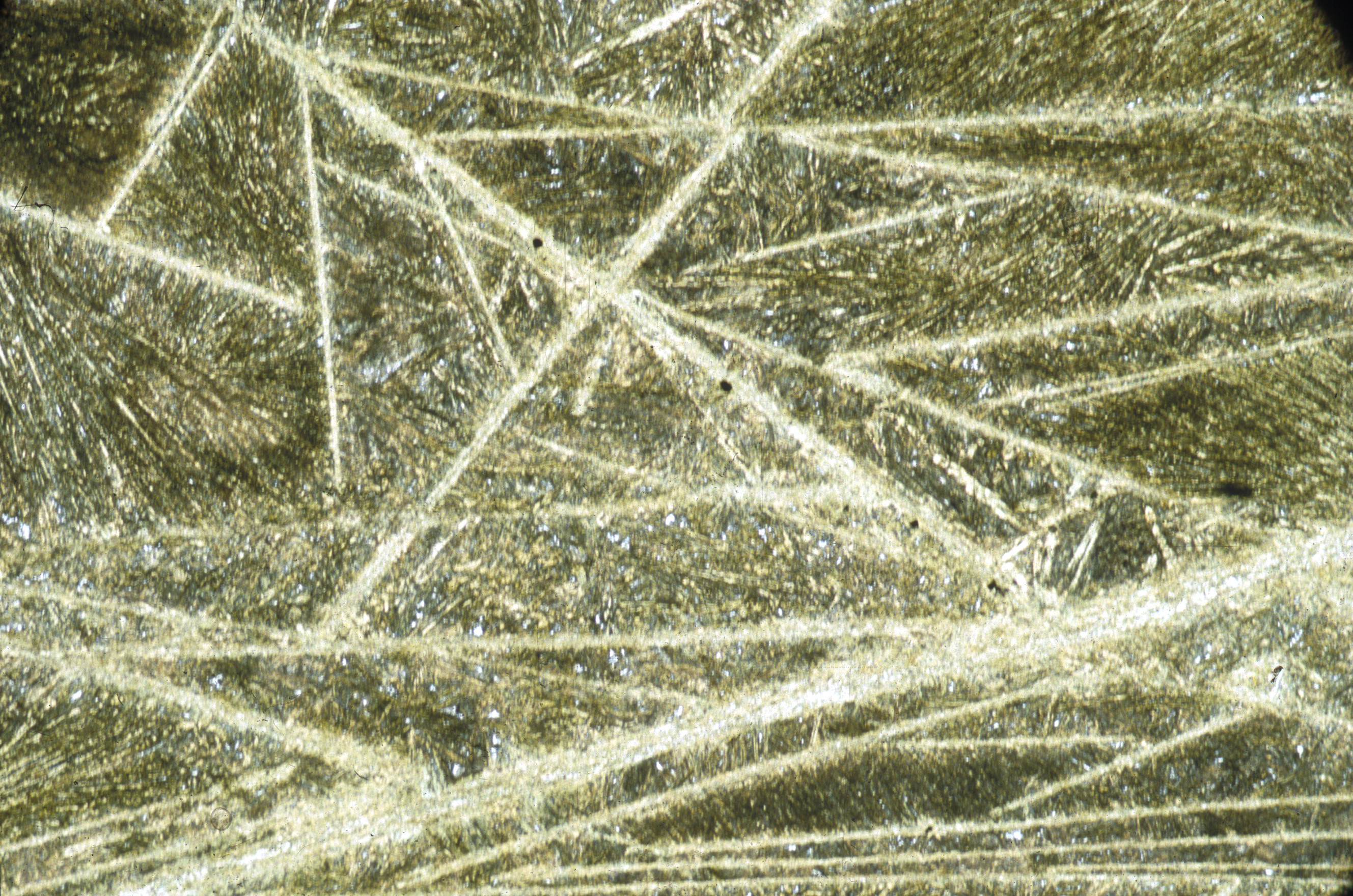
Texture spinifex d'une komatiite au microscope.
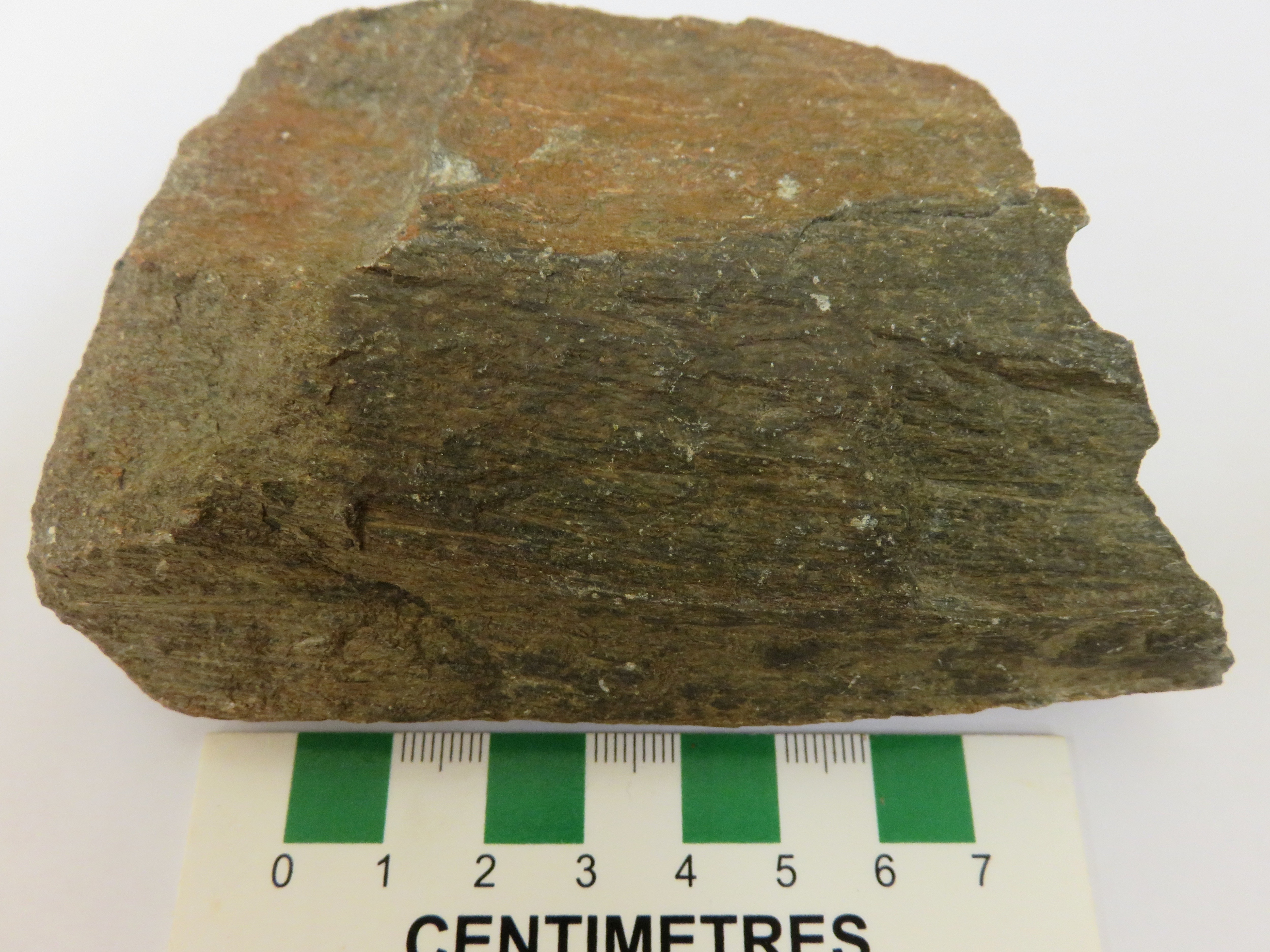
Komatiite avec sa patine à l'affleurement.
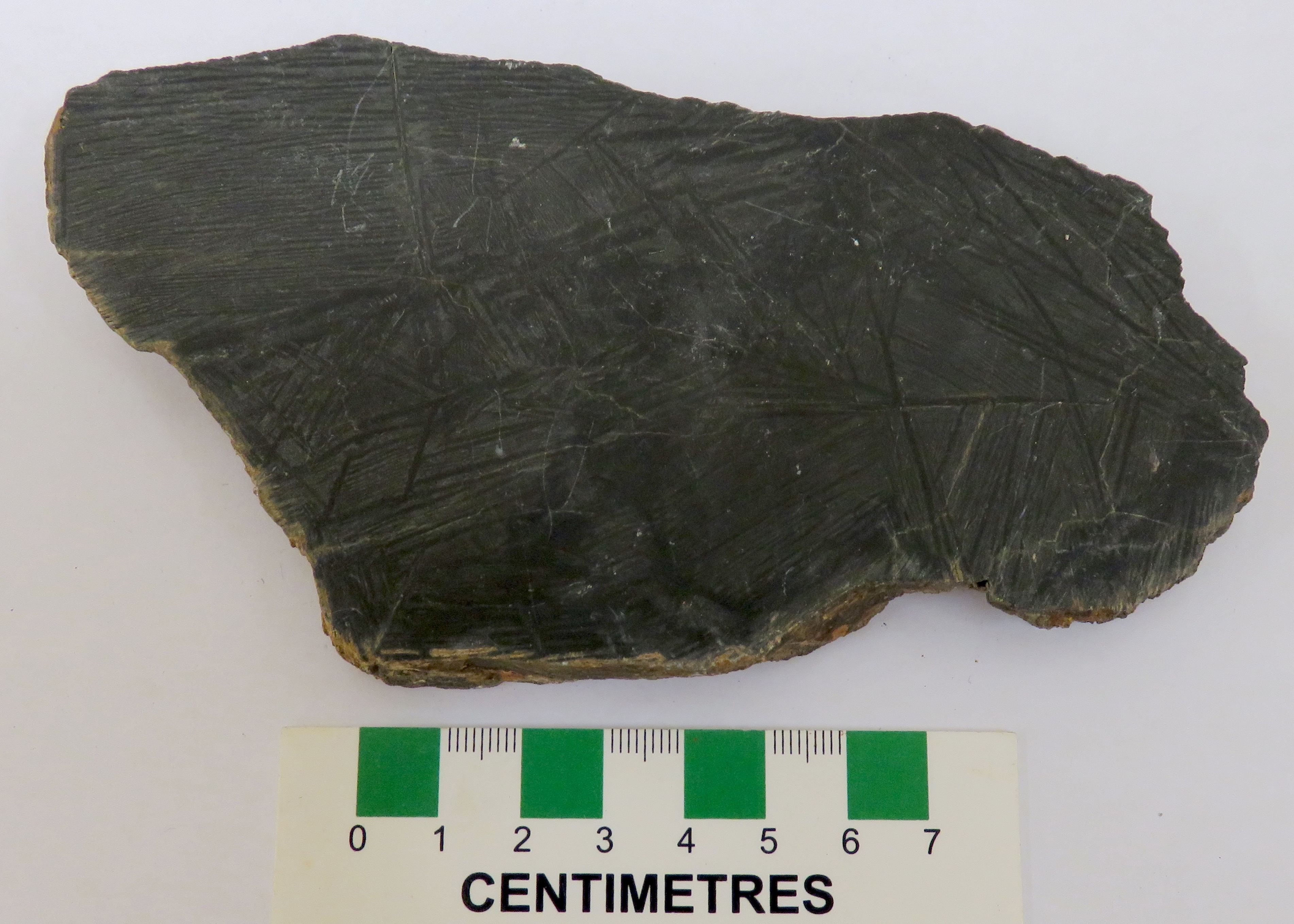
Komatiite sombre.